# Ubu enchaîné (téléfilm)
Pour plus de détails, voir Fiche technique et Distribution.
Ubu enchaîné est un téléfilm français réalisé en 1971 par Jean-Christophe Averty, d'après la pièce éponyme d'Alfred Jarry.

## Synopsis
Père Ubu, roi grotesque et symbole de la tyrannie du pouvoir dans Ubu roi, décide de devenir esclave pour acquérir une véritable puissance.

## Fiche technique
- Réalisation : Jean-Christophe Averty
- Scénario : Jean-Christophe Averty, d'après la pièce éponyme d'Alfred Jarry (publiée en 1900)
- Décors : Raymond Nègre
- Costumes : Josette Verrier
- Photographie : Claude Gallaud
- Montage : Christiane Coutel
- Musique : Jean-Claude Pelletier
- Société de production : ORTF
- Pays :  France
- Format : Couleur - 1,33:1 - 35 mm - Son mono
- Genre : Comédie
- Durée : 90 minutes
- Date de diffusion : 2 octobre 1971

## Distribution
- Benoît Allemane : Père Ubu
- Nicole Croisille : Mère Ubu
- Sophie Cnudde : Éleuthère
- Angelo Bardi : Pissedoux
- Michel Robin : Pissembock
- Guy Pierauld : Lord Catoblepas, l'avocat général
- Michel Modo
- Moustache